# Штанке, Мартин
Мартин Штанке (нем. Martin Stahnke; 11 ноября 1888, Бризен, Бранденбург — 28 февраля 1969, Франкфурт-на-Майне, Гессен) — немецкий гребец, бронзовый призёр летних Олимпийских игр 1908.

## Биография
На Играх 1908 в Лондоне Штанке вместе с Вилли Дюсковом соревновался среди двоек без рулевого. Они не финишировали в полуфинале, но всё равно заняли третье место и получили бронзовые медали.
На следующих Олимпийских играх 1912 в Стокгольме Штанке соревновался среди одиночек. Его лучшим результатом оказался выход в четвертьфинал.